# 马尔默迪
马尔默迪（法語：Malmedy，法語發音：[malmədi]）是比利时瓦隆大区列日省韋爾維耶區的一个语言便利城市，位于瓦尔什河畔，东北与德国接壤，人口12,654人（2018年1月1日）。马尔默迪是东比利时的一部分，但其属于法语社群而非德语社群，当地居民多数使用法语，少数使用德语，市政部门为使用德语的少数人士提供德语服务。

## 地名
关于“马尔默迪”一名的来源，最通行的说法是其来自拉丁语“a malo mundarum”，意为“从邪恶中解脱”。
该地名曾有带尖音符的形式“Malmédy”（马尔梅迪）。1984年，市议会批准将“Malmedy”（马尔默迪）定为官方唯一形式。1988年，皇家法令正式规定了无尖音符的形式“Malmedy”。如今《世界地名翻译大辞典》与《世界地名译名词典》仍在采用其过时形式“Malmédy”并译作“马尔梅迪”。

## 历史
一战德国战败后，依據《凡尔赛条约》，马尔默迪被割让给比利时。比利时接收马尔默迪后，在法语学校立即使用过渡化的比利时教材。在德语学校的新教材中，增加了许多关于比利时的教学内容。历史教材中重点记录了林堡公国时期，而维也纳会议后的普鲁士时期也被从教科书中删去。当局的目的是培养当地居民成为“忠诚的比利时国民”。1922年4月10日后，当地政府直接下令禁止家长再将孩子送到德语学校接受教育。

## 友好城市
- 法國 博讷